# Sweet Smell of Success
Sweet Smell of Success (también conocida como El dulce sabor del éxito y Chantaje en Broadway) es una película estadounidense del año 1957, de género dramático y negro, dirigida por Alexander Mackendrick e interpretada por Burt Lancaster, Tony Curtis, Susan Harrison y Martin Milner, entre otros.
Nominada a un Premio BAFTA en 1957 por el mejor actor extranjero (Tony Curtis), la película cuenta la historia de un influyente columnista de Nueva York, J. J. Hunsecker (Burt Lancaster), que utiliza su poder para destruir la relación de su hermana pequeña con un músico de jazz.
Sweet Smell of Success ha obtenido el reconocimiento tanto de medios de comunicación como de instituciones y personajes destacados del mundo del séptimo arte. La cinta se encuentra entre las mil mejores películas de la historia según el New York Times, y en el puesto número 171 del ranking de Sight and Sound de las 250 mejores películas de la historia. Directores como Martin Scorsese o los hermanos Coen han destacado su calidad y admitido la influencia que la cinta ha tenido en su cine.

## Sinopsis
Sidney Falco (Tony Curtis) es un amoral agente de prensa cuya principal labor es conseguir que sus clientes aparezcan mencionados en la columna de J. J. Hunsecker (Burt Lancaster), en el periódico The Globe, de repercusión nacional, de forma que logra dar fama a quien en ella aparece mencionado. Con el objetivo de romper la relación entre Susie Hunsecker (hermana de J. J. Hunsecker) y el guitarrista Steve Dallas (Martin Milner), pero sin perder el afecto de Susie, J. J. pide a Falco que logre publicar una información difamatoria acerca de Steve, para así acabar con la relación pero sin que nadie sospeche de J. J. Hunsecker.
Falco acepta, con el objetivo de que J. J. publique en su columna el nombre de sus clientes, y acude a otro columnista, Leo Bartha, competencia de J. J. Hunsecker, para que escriba en su columna que Steve Dallas está relacionado con asuntos de drogas. Falco se vale de una de sus numerosas jugadas para convencer al columnista, y obtiene el resultado deseado; Dallas pierde su empleo y su reputación y la relación entre él y Susie Hunsecker llega a su final.
Steve Dallas toma entonces represalias contra J. J. Hunsecker y Sidney Falco, convencido de que son ellos los que están detrás de la campaña difamatoria, y se enfrenta a ellos, llamando difamador y corrupto a J. J., quien se siente ofendido por estas palabras y decide agravar la campaña contra Steve. A fin de perjudicarlo todavía más, pide a Falco que continúe publicando calumnias sobre el músico. Falco, en principio opuesto a ayudar a J. J., acepta a cambio de la redacción de la columna del escritor durante su periodo vacacional, y logra que encierren a Dallas por posesión de drogas que él mismo mete en la chaqueta del guitarrista.
El clima de corrupción y amoralidad acaba destruyendo la relación entre J. J. Hunsecker y Sidney Falco, y Susie Hunsecker intenta suicidarse. Tras la escena, cada uno toma un camino diferente, y Susie vuelve a retomar su relación con Steve Dallas.

## Reparto
- Burt Lancaster - J. J. Hunsecker
- Tony Curtis - Sidney Falco
- Susan Harrison - Susan Hunsecker
- Martin Milner - Steve Dallas
- Sam Levene - Frank D’Angelo
- Barbara Nichols - Rita
- Jeff Donnell - Sally
- Joseph Leon - Robard
- Edith Atwater - Mary
- Emile Meyer - Harry Kello
- Joe Frisco - Herbie Temple
- David White - Otis Elwell
- Lawrence Dobkin - Leo Bartha
- Lurene Tuttle - Mrs. Bartha
- Queenie Smith - Mildred Tam
- Autumn Rusell - Linda
- Jay Adler - Manny Davis
- Lewis Charles - Al Evans

## Producción
El guion original de Ernest Lehman había sido publicado en la revista Cosmopolitan en 1950 con el título Tell me about it tomorrow, y se trataba de un relato sobre Walter Winchell, famoso e influyente columnista del Daily Mirror.  Debido a  complicaciones de salud de Lehman, el guion pasó a manos de Clifford Odets, quien introdujo algunos cambios en las ambientaciones y los personajes para dar al guion una mayor carga dramática. La dirección finalmente pasó a manos de Alexander Mackendrick. La mayor parte del rodaje de la película la llevaron a cabo Alexander Mackendrick y su director de fotografía, James Wong Howe, de noche y en las calles de Nueva York. A este último se le atribuye el logrado aspecto lúgubre de la cinta.
Al principio, mientras el proyecto estaba empezando, se encargó a Ernest Lehman la dirección de la película, quien fue despedido luego por Harold Hetch, porque, según explicó James Hill, Lehman nunca había dirigido una película, y tenían pensado contratar a Orson Welles para el papel principal, y no podían permitir que un novato como Lehman le diese órdenes a Welles.  El papel principal lo asumiría finalmente Burt Lancaster, a quien, según Lehman, la idea le «fascinaba», porque suponía interpretar un rol diferente para él.
Para la fecha de inicio de rodaje, el guion aún no estaba listo, pues, según el propio Alexander Mackendrick, creyeron que Clifford Odets tardaría dos o tres semanas en terminar de adaptarlo, pero terminó su trabajo a los cuatro meses de empezarlo. Mackendrick diría posteriormente en su biografía que Odets «desmanteló la estructura de cada secuencia para reconstruir situaciones y relaciones, que fueron mucho más complejas, tuvieron mayor tensión y más carga dramática». Como la grabación no podía aplazarse, el guionista viajó con el equipo a Manhattan y continuó trabajando mientras se rodaba, e incluso llegaron a grabarse escenas que se escribieron ese mismo día.
Tony Curtis tuvo que luchar por el papel de Sidney Falco, dado que Universal Studios, propietaria de sus derechos, pensaba que el papel arruinaría su carrera. Sin embargo, Curtis quería demostrar que era capaz de hacer un papel distinto del de un hombre apuesto, al que estaba acostumbrado. Para el papel de J. J. Hunsecker, el director pensó en un inicio en el actor canadiense Hume Cronyn, por su parecido físico con Walter Winchell, figura en la que se inspiró el personaje.
La película se rodó a finales de 1956, y el director, Alexander Mackendrick, acostumbrado a hacer muchos ensayos antes de rodar una escena, tenía miedo de que la productora, Hecht-Hill-Lancaster, que tenía fama de despedir directores por cualquier motivo (o incluso sin razón aparente), pudiera hacer lo mismo con él, dado que se vio rodando escenas apresuradamente el mismo día que el guionista las escribía.

## Música
La banda sonora la compuso y dirigió Elmer Bernstein, y en la película también aparecen temas de jazz del quinteto de Chico Hamilton, además de algunas piezas compuestas por Decca Records. Blair Sanderson escribió para Allmusic que las improvisaciones de Hamilton y la música de estudio de Bernstein convierten a ésta en una «banda sonora sofisticada». También destacó de la música el hecho de que consigue un sonido que emula el ambiente de la gran ciudad en los años 50. The Guardian calificó la banda sonora como «el equivalente sonoro» de Manhattan.

### Lista de temas
Toda la música compuesta por Elmer Bernstein, salvo donde se indica lo contrario. 
| Banda sonora de Sweet Smell of Success |                                     |                           |          |  |
| N.º                                    | Título                              | Música                    | Duración |  |
| 1.                                     | «The Street (Main Title)»           |                           | 2:41     |  |
| 2.                                     | «Hot Dogs and Juice (Goodbye Baby)» | Chico Hamilton, Fred Katz | 2:29     |  |
| 3.                                     | «Sidney and Susie»                  |                           | 2:48     |  |
| 4.                                     | «Hunsecker's Price»                 |                           | 1:58     |  |
| 5.                                     | «Tropical Island Mood»              |                           | 2:42     |  |
| 6.                                     | «The Smear»                         |                           | 1:38     |  |
| 7.                                     | «Toots Shor's Blues»                |                           | 2:49     |  |
| 8.                                     | «Nite Spot Rock»                    |                           | 1:58     |  |
| 9.                                     | «Susie's Problem»                   |                           | 2:11     |  |
| 10.                                    | «Hunsecker Operates (Goodbye Baby)» | Hamilton, Katz            | 1:33     |  |
| 11.                                    | «Goodbye Baby Blues»                | Hamilton, Katz            | 3:34     |  |
| 12.                                    | «The Trap Is Sprung»                |                           | 2:05     |  |
| 13.                                    | «Love Scene (Susan - The Sage)»     | Hamilton, Katz            | 3:37     |  |
| 14.                                    | «Out of Darkness»                   |                           | 3:43     |  |
| 35:12                                  |                                     |                           |          |  |

Toda la música compuesta por Chico Hamiliton y Fred Katz. 
| Temas de Jazz |                                                                         |          |  |
| N.º           | Título                                                                  | Duración |  |
| 1.            | «Goodbye Baby»                                                          | 4:58     |  |
| 2.            | «Cheek to Chico»                                                        | 2:09     |  |
| 3.            | «Susan (The Sage)»                                                      | 2:30     |  |
| 4.            | «Sidney's Theme»                                                        | 1:55     |  |
| 5.            | «Jam»                                                                   | 1:45     |  |
| 6.            | «Night Beat»                                                            | 2:20     |  |
| 7.            | «Concerto of Jazz Themes from the Soundtrack of Sweet Smell of Success» | 16:31    |  |
| 32:08         |                                                                         |          |  |

## Acogida
El preestreno de la película en Nueva York fue peor de lo que se esperaba, en parte porque los actores principales no ejercían los roles que los habían hecho famosos, lo que, creyeron los productores, no atrajo al público. Mackendrick recuerda haber visto al público mostrando gestos de disgusto con la cinta. La película fue un fracaso en recaudación, y uno de los productores, Harold Hecht, echó la culpa a su compañero, James Hill de la situación: «¿Sabes que has quebrado nuestra empresa?», le dijo. Igualmente, Burt Lancaster culpó a Ernest Lehman del fracaso que esperaban: «Podrías haber hecho de esta una película mucho mejor».
Pese a esto, la reacción de la crítica fue bastante mejor de lo esperado. La revista Time admiró las intensas actuaciones de sus intérpretes, así como una buena dirección y un gran trabajo de cámara, destacando por encima de todo los diálogos. Tanto la mencionada revista como el New York Herald incluyeron a Sweet Smell of Success entre sus diez mejores películas del año (1957). David Denby, famoso crítico de The New Yorker, dijo de esta película que es la «más agria y la mejor» de las rodadas sobre la ciudad de Nueva York, dado que captura «mejor que ninguna otra» la atmósfera periodística de la localidad.
Con el paso de los años, la película fue demostrando su valor, y en la actualidad, realizadores como Martin Scorsese, Barry Levinson, los hermanos Coen o Paul Thomas Anderson admiten la influencia que en ellos ha tenido. Scorsese dijo de esta cinta que: «era brillante, viva. Las imágenes de Nueva York, el trabajo de rodaje fue brillante».
Sweet Smell of Success ha recibido a lo largo de los años numerosos reconocimientos desde diversas publicaciones de importantes entidades. En 1993, el Registro Nacional de Películas de los Estados Unidos seleccionó la película para su conservación en la Biblioteca del Congreso de Estados Unidos. En 2012, la revista Sight and Sound, en una lista de las mejores películas de la historia, colocó Sweet Smell of Success en el puesto 171 del ranking. La revista inglesa Empire colocó la película en el puesto 314 de su ranking «The 500 greatest movies of all time» (las 500 mejores películas de todos los tiempos). El New York Times también listó la película entre las mil mejores de la historia. La revista Entertainment Weekly la colocó en 1999 en el puesto número 49 de su ranking de mejores películas de todos los tiempos. Por último, el American Film Institute (AFI), colocó en 2003 a J. J. Hunsecker, como villano, en el puesto 35 de su lista héroes y villanos (Anexo:AFI's 100 años... 100 héroes y villanos), además de haber nominado la cinta Sweet Smell of Success como candidata para su ranking AFI's 100 años... 100 películas.